# Рой (мини-сериал)
«Рой» (нем. Der Schwarm) — международный мини-сериал производства ZDF, основанный на одноимённом романе 2004 года немецкого писателя Франка Шетцинга. Премьера первых серий состоялась в феврале 2023 года в рамках 73-го Берлинского международного кинофестиваля.

## Сюжет
Иррациональные события происходят по всему миру. Киты меняют своё поведение и пытаются опрокидывать корабли; новый вид ледяного червя дестабилизирует континентальные склоны, вызывая разрушительные цунами на материке; глубоководные крабы атакуют пляжи; мидии парализуют контейнеровозы; занесённый на берег лопающимися в ресторанах омарами смертельно опасный патоген распространяется через питьевую воду. Жизням множества людей на планете угрожают опасности. Поисками причин загадочных явлений занимается небольшая международная группа учёных. Они высказывают гипотезу, что в глубинах мирового океана формируется неизвестный разум (условное название «Yrr»), который использует обитателей океана и координирует их действия для нападения на людей, угрожая  всему человечеству. Однако международной группе исследователей почти никто не верит.

## Создание сериала

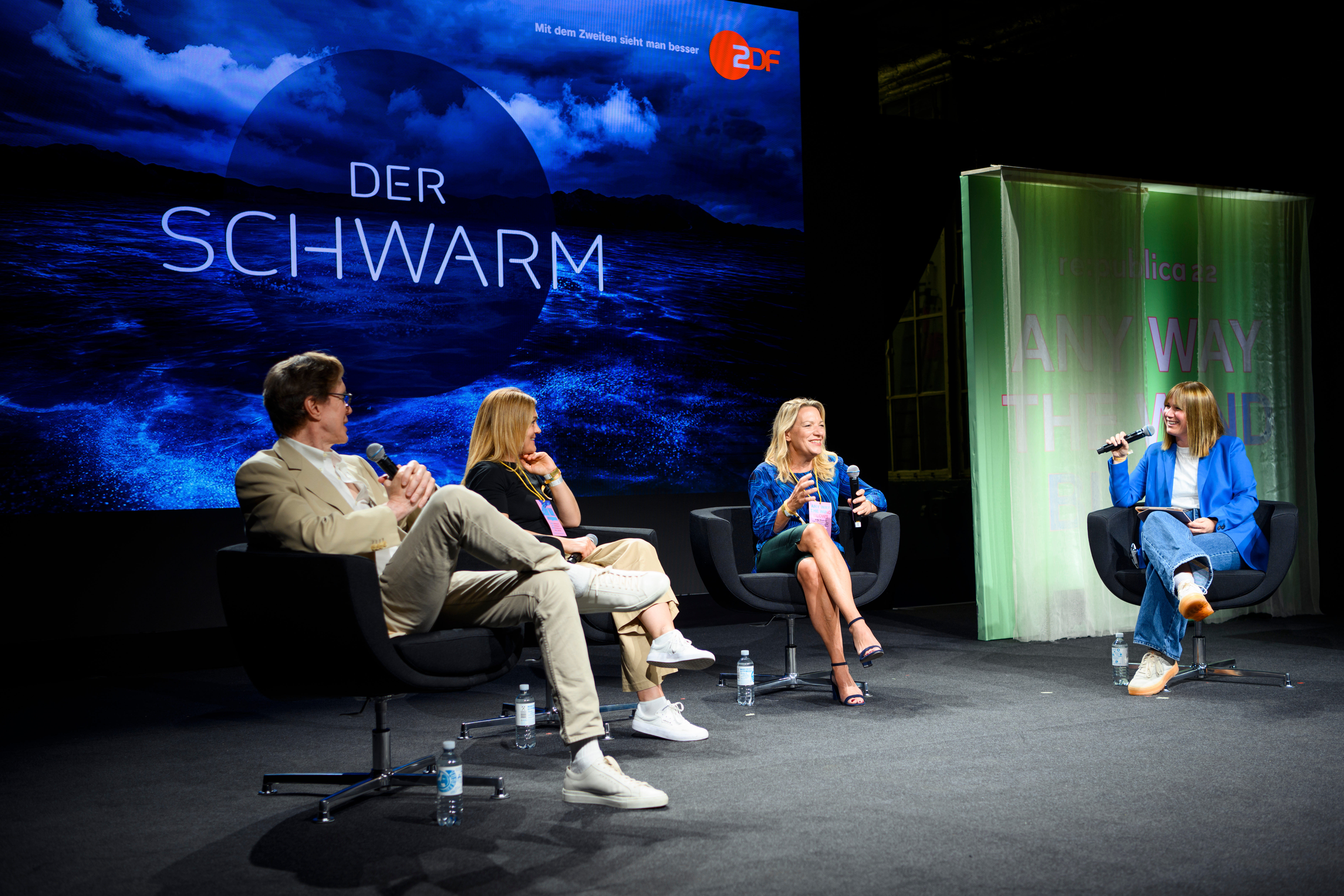
Слева направо: шоураннер и продюсер Фрэнк Дульгер, профессор Антье Боэтиус, режиссёр Барбара Эдер, ведущая Луиза Деллерт в 2022 году

За двадцать лет со времени создания бестселлера «Рой» неоднократно заходила речь о его экранизации. Главным инициатором этого процесса стал Фрэнк Дульгер (англ. Frank Doelger) — один из шоураннеров и продюсеров на американском телевидении. Ему удалось собрать международную команду участников для реализации задуманного сериала, который благодаря разнообразным визуальным эффектам оказался самым дорогим на немецком телевидении всех времен.
Сериал создавался от имени Европейского альянса — под эгидой немецкой ZDF совместно с французской, итальянской, австрийской, швейцарской, шведской и американской вещательными компаниями.
При работе над экранизацией обсуждалось отступление от книги Франка Шетцинга. Автор романа предлагал перенести действие в будущее, но это не нашло поддержки. Состав группы исследователей в сериале существенно отличается от романа, где над проблемой работали немолодые маститые учёные мужи европейского вида. В сериале их заменили  женщины и мужчины разного возраста и разных национальностей.
Вопрос о возможности создания второго сезона этого телесериала начали поднимать уже в марте 2023 года. Поскольку не существует второй части произведения Шетцинга, для сиквела сначала требуется разработать новый сюжет, выходящий за рамки событий в книге. Он может придерживаться той же темы, но может пойти и в другом направлении. Скептицизм в прессе по поводу продолжения «Роя» связан с тем, что после 40 миллионов евро, потраченных на производство 8 эпизодов мини-сериала, потребуются новые огромные инвестиции. Программный директор ZDF Надин Бильке отметила, что лишь в исключительных случаях вторые сезоны событийных сериалов достигают уровня первых. Несмотря на неопределённость содержания сиквела и его финансирования, с апреля 2023 года началось обсуждение, кто из актёрского состава планирует сниматься во втором сезоне триллера.

## Актёрский состав
| Актёр                      | Роль                                                                           |
| -------------------------- | ------------------------------------------------------------------------------ |
| Леони Бенеш                | Чарли Вагнер — студентка морской биологии                                      |
| Сесиль де Франс            | др. Сесиль Рош — молекулярный биолог                                           |
| Александр Карим            | др. Сигур Йохансон — морской биолог и консультант норвежских нефтяных компаний |
| Джошуа Оджик               | Леон Анавак — канадский исследователь китов                                    |
| Барбара Зукова             | Проф. Катерина Леманн                                                          |
| Криста Косонен             | Тина Лунд                                                                      |
| Розабелла Лауренти Селлерс | Алисия Делавер — аналитик данных                                               |
| Такуя Кимура               | Айто Мифунэ                                                                    |
| Эйдин Джалали              | Рахим Амир                                                                     |
| Шэрон Дункан-Брюстер       | Саманта Кроу — космический исследователь                                       |
| Оливер Мазуччи             | Капитан Альбан                                                                 |
| Клаас Хойфер-Умлауф        | Лютер Росковиц — специалист по водолазной робототехнике                        |
| Такэхиро Хира              | Рику Сато                                                                      |
| Франциска Вайсц            | София Гранелли                                                                 |
| Лидия Уилсон               | Сара Томпсон                                                                   |
| Андреа Гуо                 | Джесс                                                                          |
| Ричард Ульфсэтер           | Каре                                                                           |

## Презентация и отклики
Анонсирование триллера на Берлинале 2023 вызвало повышенный интерес зрителей во время премьерной телетрансляции на канале ZDF в марте 2023 года. Франк Шетцинг критично оценил триллер за отступление от своего романа. Исполнительный продюсер Фрэнк Дульгер, несколько раз отказывавшийся от проекта, понимал невозможность адекватной экранизации 900-страничной  книги и подозревал, что работать с её создателем будет непросто. Однако Дульгер высоко оценил общую идею Шетцинга и постарался показать в сериале, что предсказанные писателем в 2003 году события, похоже, действительно сбываются.
Критические высказывания не помешали успеху мини-сериала. По данным сайта Münchner Merkur, показ по телеканалу ZDF только первых трёх эпизодов «Роя» в марте 2023 года собрал у экранов более 17 миллионов зрителей.